# ゼニツァ＝ドボイ県

ゼニツァ＝ドボイ県
Zeničko-dobojski kanton
Zeničko-dobojska županija
Зеничко-добојски кантон

ゼニツァ＝ドボイ県（ゼニツァ＝ドボイけん、ボスニア語:Zeničko-dobojski kanton、クロアチア語:Zeničko-dobojska županija、セルビア語:Зеничко-добојски кантон）、あるいはゼニツァ＝ドボイ・カントンはボスニア・ヘルツェゴビナ共和国のエンティティであるボスニア・ヘルツェゴビナ連邦を構成する県。県都はゼニツァ。

## 基礎自治体
ゼニツァ＝ドボイ県には次の基礎自治体がある。
- ブレザ（Breza）
- ドボイ・ユグ（南ドボイ、Doboj Jug）
- カカニ（Kakanj）
- マグライ（Maglaj）
- オロヴォ（Olovo）
- テシャニ（Tešanj）
- ヴァレシュ（Vareš）
- ヴィソコ（Visoko）
- ザヴィドヴィチ（Zavidovići）
- ゼニツァ（Zenica） - 県都
- ジェプチェ（Žepče）
- ウソラ（Usora）

## 地理
ゼニツァ＝ドボイ県はボスニア・ヘルツェゴビナのほぼ中央に位置している。県都はゼニツァである。また、県名になっているもうひとつの都市ドボイはスルプスカ共和国の一部となっている。かつてひとつの基礎自治体だったドボイ市はスルプスカ共和国とボスニア・ヘルツェゴビナ連邦で分割され、一方はドボイ・ユーグとしてゼニツァ＝ドボイ県に属している。

## 人口
およそ40万人いる人口のうち、多数を占めているのはボシュニャク人である。クロアチア人は主にゼニツァ、ジェプチェ、ウソラ、ヴァレシュに住んでいる。セルビア人は少数で、主にゼニツァに住んでいるが、ヴィソコ、ザヴィドヴィチ、テシャニなどにも住んでいる。
2003年時点でゼニツァ＝ドボイ県の人口は399,492人であり、その内訳は次の通りである。
- 334,031 (83.6%) ボシュニャク人
- 52,130 (13.0%) クロアチア人
- 10,180 (2.5%) セルビア人
- 3,151 (0.8%) その他

座標: 北緯44度14分 東経18度12分 / 北緯44.233度 東経18.200度